# Abelisauroidea
Abelisauroidea este o cladă a dinozaurilor teropod aparținând infraordinului Ceratosauria. Unii renumiți dinozauri ai acestui grup includ abelisauridele Abelisaurus, Carnotaurus, Thanos și Majungasaurus. Abelisauroizii au trăit din Jurasic în Cretacic (acum aproximativ 184-65 milioane de ani în urmă), în ceea ce este acum America de Sud, Asia, Africa, Franța și Australia. Până în perioada cretacică, abelisauroizii au dispărut aparent în Asia și America de Nord, posibil din cauza concurenței cu tiranosauroizii. Cu toate acestea, abelisauroizii avansați ai familiei Abelisauridae au persistat pe continentele de sud până la Extincția Cretacic–Paleogen în urmă cu 66 de milioane de ani.